# 国民議会 (ザンビア)
国民議会（こくみんぎかい、英語: National Assembly）は、ザンビアの立法府である。

## 概要
一院制、定数156（正副議長、大統領任命枠8を除く）、任期5年。
小選挙区制で選出される。